# Liste der Einträge im National Register of Historic Places im Titus County
Die Liste der Registered Historic Places im Titus County führt alle Bauwerke und historischen Stätten im texanischen Titus County auf, die in das National Register of Historic Places aufgenommen wurden.

## Aktuelle Einträge
| Lfd. Nr. | Name            | Bild | Datum der Eintragung | Adresse/Lage       | Ort      | ID       | Beschreibung |
| -------- | --------------- | ---- | -------------------- | ------------------ | -------- | -------- | ------------ |
| 1        | Hale Mound Site |      | 7. Juli 1990         | Address Restricted | Winfield | 90000983 |              |